# Världsmästerskapet i fotboll 2030
Världsmästerskapet i fotboll 2030 kommer att bli det 24:e världsmästerskapet genom tiderna. Det kommer att hållas i Spanien, Marocko, Portugal, Paraguay, Argentina och Uruguay. Det är första gången någonsin det hålls i tre olika kontinenter. Detta VM kommer att bli det andra som använder Fifas nya format, där 48 länder deltar i stället för 32.

## Värdland/-länder
Eftersom Asien arrangerade VM 2022 och Nordamerika VM 2026 får enligt nuvarande regler inget land som tillhör någon av dessa konfederationer arrangera 2030 års VM.
De första länderna att officiellt vilja arrangera VM 2030 var Argentina och Uruguay, i juli 2017. Senare samma år tillkom Paraguay som medarrangör och det sades att även Chile var intresserat.
Marocko meddelade i juni 2018, direkt efter att landet förlorade omröstningen om VM 2026 till USA/Kanada/Mexiko, att man skulle ansöka om VM även 2030. Några veckor senare kom uppgifter om att Algeriet, och eventuellt även Tunisien, övervägde att vara medarrangör.
Bland övriga länder där man överväger att ansöka om att få arrangera VM 2030 kan nämnas Storbritannien och Sydkorea (tillsammans med andra länder, kanske Kina och Japan eller till och med Nordkorea; detta skulle dock kräva att Fifa avskaffar regeln att VM ska rotera mellan världsdelarna eftersom VM 2022 arrangeras i Asien).